# Кубок сезона 1987
Кубок сезона СССР по футболу 1987 — 6-й розыгрыш Кубка сезона СССР, который состоялся 18 мая 1987 года в рамках календарного матча 10-го тура чемпионата СССР. Игра проходила на Центральном стадионе имени В. Ленина в Москве. В матче встретились чемпион СССР киевское «Динамо» и обладатель кубка СССР 1986 года — московское «Торпедо».
Ранее в Кубке сезона клубы между собой не встречались. «Динамо» уже трижды участвовало в розыгрыше турнира, в 1977 году уступив московскому «Динамо», а в 1981 и 1986 году переиграв в серии пенальти донецкий «Шахтёр». «Торпедо» принимало участие в матче за Кубок сезона впервые.
Победу в матче, в серии пенальти одержала киевская команда. Основное время закончилось со счётом 1:1. В составе «Динамо» гол забил Игорь Беланов, а за «автозаводцев» отличился Олег Ширинбеков. Послематчевые пенальти закончились со счётом 4:5. «Динамо» стало первым клубом трижды выигрывавшим Кубок сезона

## Отчёт о матче
| «Торпедо»                                         | 1:1 (доп. вр.) | «Динамо»                                           |
| ------------------------------------------------- | -------------- | -------------------------------------------------- |
| Ширинбеков 47′                                    | отчёт          | 81′ Беланов                                        |
| Пенальти                                          |                |                                                    |
| Харин · Полукаров · Кобзев · Ширинбеков · Агашков | 4:5            | Беланов · Демьяненко · Балтача · Блохин · Бессонов |

| «Торпедо»:      |  |                     |     |
|                 |  |                     |     |
| ВР              |  | Дмитрий Харин       |     |
| ЗЩ              |  | Александр Полукаров |     |
| ЗЩ              |  | Валентин Ковач      |     |
| ЗЩ              |  | Сергей Пригода      | 67' |
| ЗЩ              |  | Валерий Шавейко     |     |
| ПЗ              |  | Сергей Шавло        | 78' |
| НП              |  | Юрий Савичев        |     |
| НП              |  | Владимир Кобзев     |     |
| ПЗ              |  | Геннадий Гришин     |     |
| ПЗ              |  | Олег Ширинбеков     | 47′ |
| ПЗ              |  | Сергей Агашков      |     |
| Замены:         |  |                     |     |
| ЗЩ              |  | Сергей Муштруев     | 67' |
| НП              |  | Валерий Плотников   | 78' |
| Главный тренер: |  |                     |     |
| Валентин Иванов |  |                     |     |

| «Динамо»:           |  |                      |     |
|                     |  |                      |     |
| ВР                  |  | Виктор Чанов         |     |
| ПЗ                  |  | Владимир Бессонов    |     |
| ЗЩ                  |  | Сергей Балтача       |     |
| ЗЩ                  |  | Олег Кузнецов        |     |
| ЗЩ                  |  | Анатолий Демьяненко  |     |
| ПЗ                  |  | Василий Рац          |     |
| ПЗ                  |  | Алексей Михайличенко |     |
| ЗЩ                  |  | Андрей Баль          | 46' |
| ПЗ                  |  | Василий Евсеев       | 54' |
| НП                  |  | Игорь Беланов        | 81′ |
| НП                  |  | Олег Блохин          |     |
| Замены:             |  |                      |     |
| ПЗ                  |  | Павел Яковенко       | 46' |
| НП                  |  | Вадим Евтушенко      | 54' |
| Главный тренер:     |  |                      |     |
| Валерий Лобановский |  |                      |     |

| Судейская бригада - Ассистенты: - Рудольф Ходеев (Воронеж) - Виктор Ярыгин (Волгоград) | Регламент матча - 90 минут основного времени - 30 минут дополнительного времени, если по истечении основного времени счёт равный - Пенальти, если по истечении основного и дополнительного времени счёт равный - Семь игроков на замене. - Максимум 3 замены |

| Обладатель Кубка сезона 1986 |
| ---------------------------- |
| «Динамо» (Киев) 3-й титул    |